# لوبودر
لوبودر (به صربی: Loboder) یک منطقهٔ مسکونی در صربستان است که در Trstenik واقع شده‌است. لوبودر ۵۳ نفر جمعیت دارد.